# 菲尔米努参议员镇
菲尔米努参议员镇是巴西米纳斯吉拉斯州的一个市镇。总面积166.152平方公里，总人口7019人，人口密度42.2人/平方公里。